# Munson Electric Motor Company
Munson Electric Motor Company war ein US-amerikanischer Hersteller von Automobilen.

## Unternehmensgeschichte
Das Unternehmen wurde 1896 in Chicago in Illinois gegründet. Beteiligt waren John M. Munson und P. M. Heldt als Konstrukteur. Ein erstes Fahrzeug entstand. Dann zog das Unternehmen nach La Porte in Indiana und begann dort mit der Serienproduktion von Automobilen. Der Markenname lautete Munson. Nun war William Niles Präsident, Meinrad Rumely Vizepräsident, C. S. Fahnestock Sekretär und Schatzmeister und W. H. Phelps Superintendent. 1900 endete die Produktion.
Pläne für eine Munson Safety Automobile Company als Nachfolgeunternehmen scheiterten.

## Fahrzeuge
Im Angebot standen ausschließlich Hybridelektrokraftfahrzeuge. Ein Zwei- oder Vierzylinder-Ottomotor trieb einen Generator an. Der versorgte den Elektromotor mit Spannung, und der trieb die Hinterachse an.
Vier verschiedene Aufbauten standen zur Wahl. Dies waren ein Buggy mit zwei Sitzen, ein Surrey mit vier Sitzen, ein Omnibus mit elf Sitzen und ein Lieferwagen, der mit 3000 lb (1360 kg) angegeben war.